# Gyaritus auratus
Gyaritus auratus là một loài bọ cánh cứng trong họ Cerambycidae.